# Super Metroid
Super Metroid (яп. スーパーメトロイド Су:па: Мэторойдо) — приключенческая видеоигра, третья игра в серии Metroid. Super Metroid была разработана Nintendo Research & Development 1, программировалась Intelligent Systems, и опубликована Nintendo для Super Nintendo Entertainment System. Игра была выпущена в Японии 19 марта 1994 года, в Северной Америке 18 апреля 1994 года, а в Европе и Австралии 28 июля 1994 года. Она была выпущена для Virtual Console Wii в 2007 году. Игра была выпущена в течение ограниченного времени с 15 мая 2013 года как часть рекламной кампании Wii U Virtual Console.

## Игровой процесс
Super Metroid — action-платформер, действие которого проходит на вымышленной планете Зебес, являющейся большим открытым миром с областями, связанными дверями и лифтами. Игрок управляет Самус Аран, которая ищет личинку метроида, украденную лидером Космических Пиратов Ридли. По пути игрок собирает улучшения, которые увеличивают броню и вооружение Самус, а также предоставляют ей специальные способности: к примеру, Космический Скачок, который позволяет подскакивать неограниченное количество раз, чтобы преодолеть большие дистанции. Эти способности позволяют Самус получать доступ к областям, которые были ранее недоступны.
Игра вводит несколько новых понятий. Среди них способность включить и отключить оружие и способности в инвентаре, а также Лунную Походку, названную в честь одноимённого популярного танцевального движения, которое позволяет Самус пятиться, одновременно стреляя или заряжая оружие. Игра также даёт возможность объединить лучи оружия Самус. Кроме того,  в Super Metroid была возвращена система сохранений из Metroid II: Return of Samus, которая позволяет игроку сохранить и перезапустить игру в любой из контрольных точек, разбросанных по карте. Игрок может также сохранить игру в боевом звездолёте Самус, который полностью восполняет её здоровье и боеприпасы.

## Сюжет
Игра является хронологическим продолжением Metroid II: Return of Samus, и начинается с повествования охотника за головами Самус Аран. Самус описывает, как личинка метроида, позднее известная как «Малыш», вылупилась из яйца, и сразу же посмотрела на неё, полагая, что она её мать. Она принесла личинку в Космическую Колонию «Церес», где ученые узнали, что они могут использовать её силу. Сразу после выхода из колонии, Самус получила сигнал бедствия и вернулась, чтобы узнать, что учёные мертвы, а Малыш украден. Игра начинается с того, как она следует за лидером космических пиратов, Ридли, на планету Зебес, где она ищет похищенного Малыша в сети пещер.
По пути, Самус побеждает четырёх из Космических Пиратов боссов, включая Ридли, и прибывает в Туриан, сердце базы космических пиратов. Там она встречает Малыша, который в настоящее время вырос до огромных размеров. Малыш нападает на Самус и отнимает у неё почти всю энергию. Однако в последний момент, поняв кто перед ней отпускает её. Самус перезаряжает свою энергию и противостоит Материнскому Мозгу, биомеханическому существу, которое контролирует системы базы. Материнский Мозг почти убивает Самус, но Малыш нападает на Материнский Мозг, истощает её и передает энергию Самус. Материнский Мозг восстанавливается и в конце концов убивает Малыша, но, в свою очередь Самус оживает с мощным оружием, созданным из энергии переданной ей Малышом, и побеждает Мозг. После этого начинается алгоритм самоуничтожения всей планеты, которого Самус чудом избежала. Но гибель Малыша нанесла Самус серьёзную психологическую травму, из-за чего охотница за головами впала в долгую депрессию.

## Критика и популярность
| Сводный рейтинг    | Сводный рейтинг |
| Агрегатор          | Оценка          |
| ------------------ | --------------- |
| GameRankings       | 96,55 %         |
| Иноязычные издания |                 |
| Издание            | Оценка          |
| EGM                | 9 из 10         |
| GameSpot           | 8,5 из 10       |
| IGN                | 9,5 из 10       |
| Nintendo Power     | 4,425           |
| Game Players       | 97 %            |
| Super Play         | 92 %            |